# Frontière entre le Delaware et le New Jersey

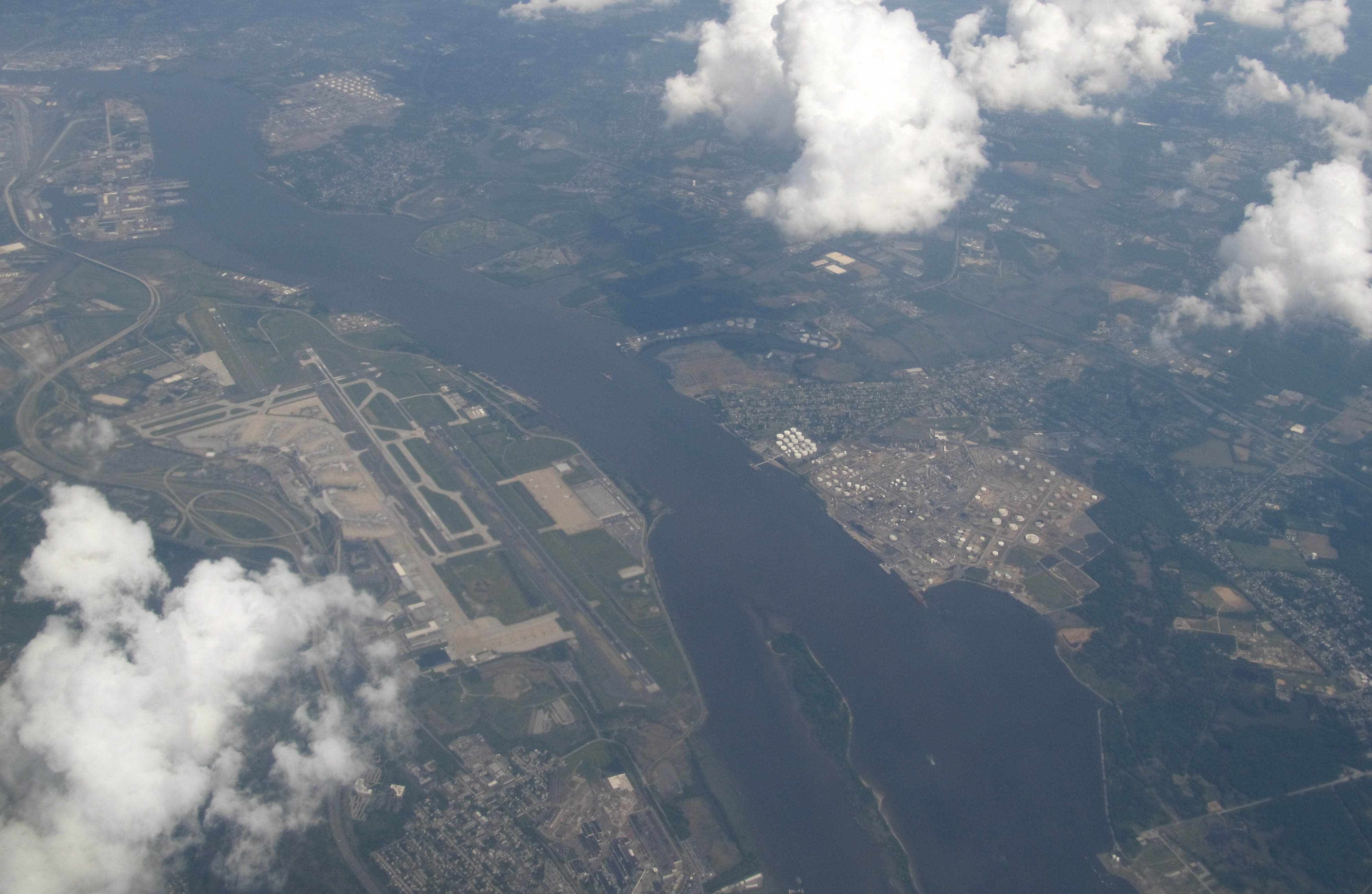
Vue aérienne du fleuve Deaware qui marque la frontière entre le Delaware et le New Jersey.

La frontière entre le Delaware et l'État de New York est une frontière intérieure des États-Unis délimitant les territoires du Delaware à l'ouest et le New Jersey à l'est.
Son tracé est constitué par le cours du fleuve Delaware, de l'aval de la ville de Chester (Pennsylvanie) jusqu'à la baie de la Delaware.